# إس إس 90
إس إس 90 (بالإنجليزية: SS 90) هي سيارة من تصنيع شركة سيارات جاكوار.

## اقرأ أيضا
- بولاريس سلينغشوت